# Municipio de Buffalo May
El municipio de Buffalo May (en inglés: Buffalo May Township) es un municipio ubicado en el condado de McDonald en el estado estadounidense de Misuri. En el año 2010 tenía una población de 490 habitantes y una densidad poblacional de 7,58 personas por km².

## Geografía
El municipio de Buffalo May se encuentra ubicado en las coordenadas 36°44′3″N 94°30′14″O / 36.73417, -94.50389. Según la Oficina del Censo de los Estados Unidos, el municipio tiene una superficie total de 64.64 km², de la cual 64,64 km² corresponden a tierra firme y (0 %) 0 km² es agua.

## Demografía
Según el censo de 2010, había 490 personas residiendo en el municipio de Buffalo May. La densidad de población era de 7,58 hab./km². De los 490 habitantes, el municipio de Buffalo May estaba compuesto por el 92,65 % blancos, el 0,61 % eran afroamericanos, el 2,45 % eran amerindios, el 0,2 % eran asiáticos, el 0,82 % eran de otras razas y el 3,27 % eran de una mezcla de razas. Del total de la población el 1,84 % eran hispanos o latinos de cualquier raza.